# Coppa Latina 1961 (hockey su pista)
La Coppa Latina 1961 è stata la 6ª edizione dell'omonima competizione europea di hockey su pista riservata alle squadre nazionali. Il torneo ha avuto luogo dal 2 al 4 novembre 1961.
La vittoria finale è andata alla nazionale del Portogallo che si è aggiudicata il torneo per la quarta volta nella sua storia.

## Formula
La Coppa Latina 1961 vede la partecipazione delle nazionali della Francia, dell'Italia, del Portogallo e della Spagna. La manifestazione fu organizzata con un girone all'italiana, con gare di sola andata di 3 giornate: erano assegnati due punti per l'incontro vinto, un punto a testa per l'incontro pareggiato e zero la sconfitta. Al termine del torneo la squadra prima classificata venne proclamata vincitrice della coppa.

## Risultati
| Squadra    | Pt | G | V | N | P | GF | GS | DG  |
| ---------- | -- | - | - | - | - | -- | -- | --- |
| Portogallo | 5  | 3 | 2 | 1 | 0 | 11 | 0  | +11 |
| Spagna     | 5  | 3 | 2 | 1 | 0 | 15 | 1  | +14 |
| Italia     | 2  | 3 | 1 | 0 | 2 | 8  | 14 | -6  |
| Francia    | 0  | 3 | 0 | 0 | 3 | 0  | 19 | -19 |

| Barcellona 2 novembre 1961 | Francia | 0 – 7 | Italia |  |

| Barcellona 2 novembre 1961 | Portogallo | 0 – 0 | Spagna |  |

| Barcellona 3 novembre 1961 | Francia | 0 – 5 | Portogallo |  |

| Barcellona 3 novembre 1961 | Italia | 1 – 8 | Spagna |  |

| Barcellona 4 novembre 1961 | Francia | 0 – 7 | Spagna |  |

| Barcellona 4 novembre 1961 | Italia | 0 – 6 | Portogallo |  |